# Ugljara
Ugljara (en cyrillique : Угљара) est un village de Bosnie-Herzégovine. Il est situé dans la municipalité d'Orašje, dans le canton de la Posavina et dans la fédération de Bosnie-et-Herzégovine. Selon les premiers résultats du recensement bosnien de 2013, il compte 1 351 habitants.

## Démographie

### Évolution historique de la population
| 1948 | 1953 | 1961 | 1971 | 1981  | 1991  | 2013  |
| ---- | ---- | ---- | ---- | ----- | ----- | ----- |
| -    | -    | 765  | 996  | 1 363 | 1 400 | 1 351 |

|  |